# York, Nebraska
York är administrativ huvudort i York County i Nebraska. Orten hade 7 766 invånare enligt 2010 års folkräkning.

## Kända personer från York
- Doug Bereuter, politiker